# Thoscora rubrivena
Thoscora rubrivena är en fjärilsart som beskrevs av Jones 1912. Thoscora rubrivena ingår i släktet Thoscora och familjen Megalopygidae. Inga underarter finns listade i Catalogue of Life.